# Грубер, Ян
Ян Грубер (чеш. Jan Gruber; род. 15 марта 1984, Прага) — чешский гребец, выступавший за сборную Чехии по академической гребле в 2002—2016 годах. Чемпион Европы, призёр этапов Кубка мира, многократный победитель и призёр первенств национального значения, участник летних Олимпийских игр в Пекине.

## Биография
Ян Грубер родился 15 марта 1984 года в Праге.
Занимался академической греблей в столичном клубе «Дукла».
Впервые заявил о себе на международном уровне в сезоне 2002 года, когда вошёл в состав чешской национальной сборной и выступил на юниорском мировом первенстве в Тракае, где в программе парных четвёрок стал четвёртым.
В 2003 году дебютировал в Кубке мира, занял 11-е место в восьмёрках на взрослом чемпионате мира в Милане.
В 2006 году в безрульных четвёрках победил на молодёжном мировом первенстве в Хазевинкеле, закрыл десятку сильнейших на чемпионате мира в Итоне.
В 2007 году со своим четырёхместным экипажем превзошёл всех соперников на чемпионате Европы в Познани, был седьмым на чемпионате мира в Мюнхене.
Находясь в числе лидеров гребной команды Чехии, благополучно прошёл отбор на Олимпийские игры 2008 года в Пекине — в распашных безрульных четвёрках вместе со своими соотечественниками вышел в главный финал, где финишировал пятым.
После пекинской Олимпиады Грубер остался действующим спортсменом и продолжил принимать участие в крупнейших международных регатах. Так, в 2009 году в той же дисциплине он выиграл серебряную медаль на чемпионате Европы в Бресте, стал четвёртым на чемпионате мира в Познани.
В 2010 году взял бронзу на чемпионате Европы в Монтемор-у-Велью.
На чемпионате мира 2011 года в Бледе занял 12-е место в зачёте безрульных четвёрок.
Пытался пройти отбор на Олимпийские игры 2012 года в Лондоне, но на олимпийской квалификационной регате FISA в Люцерне выступил в безрульных двойках неудачно.
В 2015 году вернулся в состав чешской национальной сборной и выступил в двойках без рулевого на чемпионате мира в Эгбелете.
В 2016 году в безрульных четвёрках был десятым на чемпионате Европы в Бранденбурге, участвовал в европейской и финальной олимпийской квалификационной регате FISA в Люцерне.